# Список послов СССР и России в Алжире
В статье представлен список послов СССР и России в Алжире.
- 19 — 23 марта 1962 г. — установлены дипломатические отношения на уровне посольств.

## Список послов
| Срок полномочий                   | Посол                            | Годы жизни | Вручение верительных грамот | Комментарии                  |
| --------------------------------- | -------------------------------- | ---------- | --------------------------- | ---------------------------- |
| СССР                              |                                  |            |                             |                              |
| 11 ноября 1962 — 18 января 1964   | Александр Никитич Абрамов        | 1905—1973  | 21 декабря 1962             |                              |
| 18 января 1964 — 20 июня 1967     | Николай Михайлович Пегов         | 1905—1991  | 26 февраля 1964             |                              |
| 7 февраля 1968 — 30 ноября 1969   | Дмитрий Петрович Шевлягин        | 1913—1969  | 20 апреля 1968              |                              |
| 8 мая 1970 — 10 апреля 1975       | Сергей Сергеевич Грузинов        | 1920—1983  | 12 июня 1970                |                              |
| 10 апреля 1975 — 21 января 1983   | Василий Назарович Рыков          | 1918—2011  | 2 мая 1975                  |                              |
| 9 апреля 1983 — 19 февраля 1991   | Василий Николаевич Таратута      | 1930—2008  | 20 июля 1983                |                              |
| 19 февраля 1991 — 25 декабря 1991 | Александр Георгиевич Аксенёнок   | 1942—      |                             |                              |
| Российская Федерация              |                                  |            |                             |                              |
| 25 декабря 1991 — 4 сентября 1995 | Александр Георгиевич Аксенёнок   | 1942—      |                             |                              |
| 4 сентября 1995 — 31 декабря 1999 | Валерий Евгеньевич Егошкин       | 1944—      |                             |                              |
| 31 декабря 1999 — 8 декабря 2003  | Сергей Васильевич Вершинин       | 1954—      |                             |                              |
| 8 декабря 2003 — 15 февраля 2007  | Владимир Ефимович Титоренко      | 1958—      |                             |                              |
| 15 февраля 2007 — 15 ноября 2011  | Александр Валентинович Егоров    | 1951—      |                             |                              |
| 15 ноября 2011 — 10 июля 2017     | Александр Юрьевич Золотов        | 1959—      |                             |                              |
| 10 июля 2017 — 27 мая 2022        | Игорь Алексеевич Беляев          | 1967—      | 29 мая 2019                 |                              |
| 27 мая 2022 — 3 июля 2024         | Валерьян Владимирович Шуваев     | 1955—2024  | 15 сентября 2022            |                              |
| 3 июля — август 2024              | Александр Александрович Марченко | 1971—      |                             | Временный поверенный в делах |
| август 2024 — 15 января 2025      | Алексей Александрович Кочешков   | 1983—      |                             | Временный поверенный в делах |
| 15 января 2025 — настоящее время  | Алексей Владимирович Соломатин   | 1967—      | 3 февраля 2025              |                              |